# Caridade
Ne doit pas être confondu avec Caridade (Sao Tomé-et-Principe).
Caridade est une municipalité brésilienne de l'État du Ceará.